# 三重カンツリークラブ
三重カンツリークラブ（みえカンツリークラブ）は、 三重県三重郡菰野町にあるゴルフ場である。

## 概要
三重県三重郡菰野町大字千草は、戦前、陸軍千草演習場で、戦後、演習場は地元の菰野町に払下げられ、菰野町千種財産区が生まれた。1957年（昭和32年）、菰野町役場、千種財産区管理会、三重交通株式会社の間で財産区の売買、賃貸借契約が結ばれ、それに伴ってゴルフ場計画が持ち上がった。
翌1958年（昭和33年）5月15日、ゴルフ場の設計測量のため、菰野町にコース設計者の保田与天が助手の吉田雄を伴って訪れた。コースの建設予定地の千種財産区は、標高1200メートルの鈴鹿山脈の主峰・御在所岳を背景に伊勢湾が遠望でき、域内を三滝の渓流がめぐる芦刈場だった。
1959年（昭和34年）2月6日、新たなゴルフ場の建設に向けて経営母体「株式会社三重カンツリークラブ」が設立され、三重交通社長の阿部正敏が社長に就任した。1960年（昭和35年）7月20日、先行して進めていたコースの造成工事が完成した。正式開場前に、ゴルフ場運営をプライベート制にするかパブリック制かが検討され、保田与天が「川奈ホテルゴルフコース（1928年（昭和3年）開場、設計・大谷光明、C・H・アリソン）に習って少数の会員を募集、運営の主体を置くべき」と強調し、セミパブリックのリゾートコースに決まった。
1959年（昭和34年）11月3日、クラブ名称「湯の山ゴルフ倶楽部」が発足された。1960年（昭和35年）10月2日、正式開場された。保田与天が名誉書記に就任し、運営を担当することになった。1966年（昭和41年）、クラブ名称の湯の山ゴルフ倶楽部を「三重カンツリークラブ」に名称変更した。保田与天は、1969年（昭和44年）1月9日、80年の生涯終えるまで、三重カンツリークラブがある菰野町を離れることはなかった。

## 所在地
〒510-1251 三重県三重郡菰野町大字千草7190番地

## コース情報
- 開場日 - 1960年10月2日
- 設計者 - 保田 与天
- 面積 - 660,000m2（約19.9万坪）
- コースタイプ - 丘陵コース
- コース - 18ホールズ、パー72、6,585ヤード、コースレート71.7
- フェアウェー - コウライ
- ラフ - ノシバ
- グリーン - 2グリーン、ベント
- ハザード ^ バンカー54、池が絡むホール8
- ラウンドスタイル - キャディ・セルフ選択可、キャディ付プレーとセルフプレー混成、1組4人が原則、状況によりスリーサム・ツーサム可
- 練習場 - 20打席250ヤード
- 休場日 - 12月31日、1月1日、9月頃メンテナンス休場日有[2][3]

## クラブ情報
- ハウス面積 - 2,150m2（650.3坪）
- ハウス設計 - 大成建設株式会社
- ハウス施工 - 大成建設株式会社[2][3]

## ギャラリー
- コース - 「三重カンツリークラブ」、コース案内、2021年5月7日閲覧
- ハウス - 「三重カンツリークラブ」、施設案内、2021年5月7日閲覧

## 交通アクセス
鉄道
- JR関西本線 - 四日市駅より タクシー利用約分
- 近鉄湯の山線 - 湯の山温泉駅より タクシー利用約分[4]

道路
- 新名神高速道路 - 菰野ICより 2Km 約3分
- 東名阪自動車道 - 四日市ICより 12Km[4]

## 関連文献
- 『ゴルフ場ガイド 西版』、2006-2007、「三重カンツリークラブ」、東京 ゴルフダイジェスト社、2006年5月、2021年5月7日閲覧
- 『美しい日本のゴルフコース BEAUTIFUL GOLF CULTURE IN JAPAN 日本のゴルフ110年記念 ゴルフは日本の新しい伝統文化である』、ゴルフダイジェスト社「美しい日本のゴルフコース」編纂委員会編、「設計者・保田与天は晩年を三重カンツリークラブで過ごしゴルフをこよなく愛した」、東京 ゴルフダイジェスト社、2013年12月、2021年5月7日閲覧